# Щанов, Александр Иванович
Алекса́ндр Ива́нович Ща́нов (укр. Олександр Іванович Щанов; 13 июля 1924, Иваново, РСФСР, СССР — 6 ноября 2009, Киев, Украина) — советский футболист, тренер и футбольный функционер, нападающий, заслуженный тренер УССР.

## Карьера футболиста
Футболом Александр Щанов начал заниматься в футбольной школе текстильной фабрики города Иваново, играл в детской и юношеской командах «Красная звезда» и «Основа». С началом Великой Отечественной войны Александр ушёл добровольцем на фронт, воевал солдатом на украинских фронтах.
После освобождения Украины, Щанова направили в Киев, где проводился отбор игроков для «Динамо». Просмотром футболистов занимался защитник динамовцев Семён Васильев. По рекомендации ещё одного ветерана киевского футбола, Петра Лайко, бывавшего до войны в Иваново и знавшего Щанова, молодой футболист-фронтовик был зачислен в штат команды, официально став бойцом железнодорожной милиции, играя в команде 6 райсовета.
В декабре 1945 года Щанова перевели в основную команду. Однако играл он в основном за дублирующий состав, был капитаном команды, с которой в 1949 году выиграл соревнования дублёров, впервые в истории этого первенства. За основной состав дебютировал в 1946 году, сыграв в высшем дивизионе 8 матчей за сезон.
В 1948 году, в одном из матчей, получил серьёзную травму колена, но от рекомендованной медиками операции отказался, продолжая играть с бинтами и наколенником. Но со временем, рецидивы старой травмы не позволили играть в полную силу. В 1952 году, ставшем «серебряным» для киевской команды, Щанов смог принять участие только в двух играх и вскоре принял решение завершить активную игровую карьеру.
Левый инсайд провел за основной состав команды 20 матчей в чемпионате класса «А». Слыл очень техничным футболистом. С той «команды Щанова», начался отсчет нового времени киевского «Динамо», принесшего славу одного из самых сильных клубов в СССР.

## Карьера тренера
С 1952 по 1954 год тренировал молодых футболистов в киевском «Динамо».
С 1954 по 1955 год работал тренером в киевской ФШМ (Футбольной школе молодёжи). В мае того же года снова вернулся в киевское «Динамо», где работал на должности начальника команды.
В сентябре 1955 года был приглашён тренировать станиславский «Спартак», с которым выиграл чемпионат среди коллективов физкультуры и вывел команду в класс «Б». В 1957 году вернулся в Киев, где после непродолжительного пребывания в киевской команде «Арсенал» снова возглавил «Спартак».
В 1959 году работал тренером в киевской футбольной команде «Темп».
В 1960 году был приглашён в Чернигов, где принял участие в создании команды мастеров, сначала носившей название «Авангард», став первым наставником коллектива. Но уже в мае вернулся в Киев, приступив к работе в Федерации футбола УССР.
С 1962 года по сентябрь 1963 года работал ассистентом главного тренера в харьковском «Авангарде», откуда перешёл в киевский СКА, в котором так же был одним из тренеров.
В 1964 году вновь возглавил ивано-франковский «Спартак», но уже в следующем году вернулся в Киев, где непродолжительное время тренировал команду «Темп», после чего снова перешёл на административную работу в Федерацию футбола УССР, где проработал до 1986 года.
С февраля по июнь 1986 года тренировал юных футболистов в ДЮСШ № 1 города Киев, а с июня и до 1987 года- в ДЮСШ СКА (Киев).
Уже будучи на пенсии, принимал участие в работе киевской городской Федерации футбола.
Умер 6 ноября 2009 года.

## Достижения
- Чемпион СССР среди дублёров (как игрок): (1949)
- Чемпион УССР среди КФК (как тренер): (1956)
- Орден «За заслуги» ІІІ (2004)[4]